# Hebius nicobariense
Hebius nicobariense es una especie de serpientes de la subfamilia Natricinae.

## Distribución geográfica
Es endémica de las islas Nicobar, pertenecientes a la India.

## Estado de conservación
Se encuentra amenazada por la pérdida de su hábitat natural.